# Klenkes

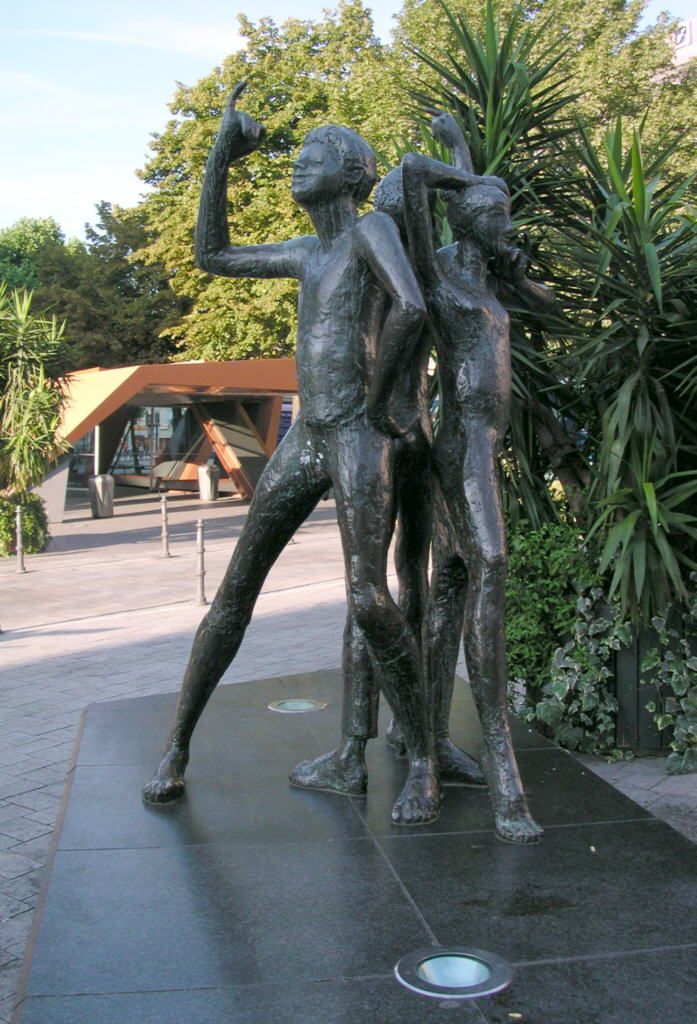
Klenkes-monument

De Klenkes is een typische groet van de inwoners van de stad Aken en een herkenningsteken voor Akenaren wereldwijd. De groet is te herkennen aan de uitgestoken pink van de rechterhand. 

## Ontstaan
De stad was bekend vanwege zijn textielindustrie en als gevolg hiervan ook vanwege zijn naaldenproductie (o.a. Schmetz-naalden). Uit de lange traditionele fabricage van de naalden ontstond de groet klenkes. Vroeger scheidden (hoofdzakelijk) kinderen de afgekeurde naalden van de goede met behulp van de zijkant van hun uitgestoken pink. Dat noemde men "ausklenken". In de loop der tijd verloor de textielindustrie en als gevolg daarvan de naaldenindustrie in Aken steeds meer terrein, maar de bijzondere groet met de pink bleef als typisch Akense groet bestaan. 
In het buitenland komt de groet veel inwoners nog steeds van pas: men maakt zich hiermee als Akenaar bekend aan aan medebewoners die men bijvoorbeeld door hun autokenteken heeft herkend. Op deze manier is al zo menig vriendschappelijk feestje ontstaan.
Ook draagt het stadstijdschrift van Aken sinds de jaren 30 van de 20e eeuw de naam Klenkes. In dit tijdschrift worden alle wetenswaardigheden en evenementen in en rondom de stad samengevat.